# Bactrocera daruensis
Bactrocera daruensis är en tvåvingeart som beskrevs av Drew 1989. Bactrocera daruensis ingår i släktet Bactrocera och familjen borrflugor. Inga underarter finns listade.